# Fraquelfing
Fraquelfing é uma comuna francesa na região administrativa de Grande Leste, no departamento de Mosela. Estende-se por uma área de 4,44 km². Em 2010 a comuna tinha 86 habitantes (densidade: 19,4 hab./km²).